# 平田家住宅
平田家住宅（ひらたけじゅうたく）は、 山梨県北杜市小淵沢町7761-4にある古民家。国の重要文化財に指定されており、文化財指定名称は旧平田家住宅（きゅうひらたけじゅうたく）。1992年（平成4年）に移築復原されて一般公開されている。

## 歴史

### 平田家の歴史

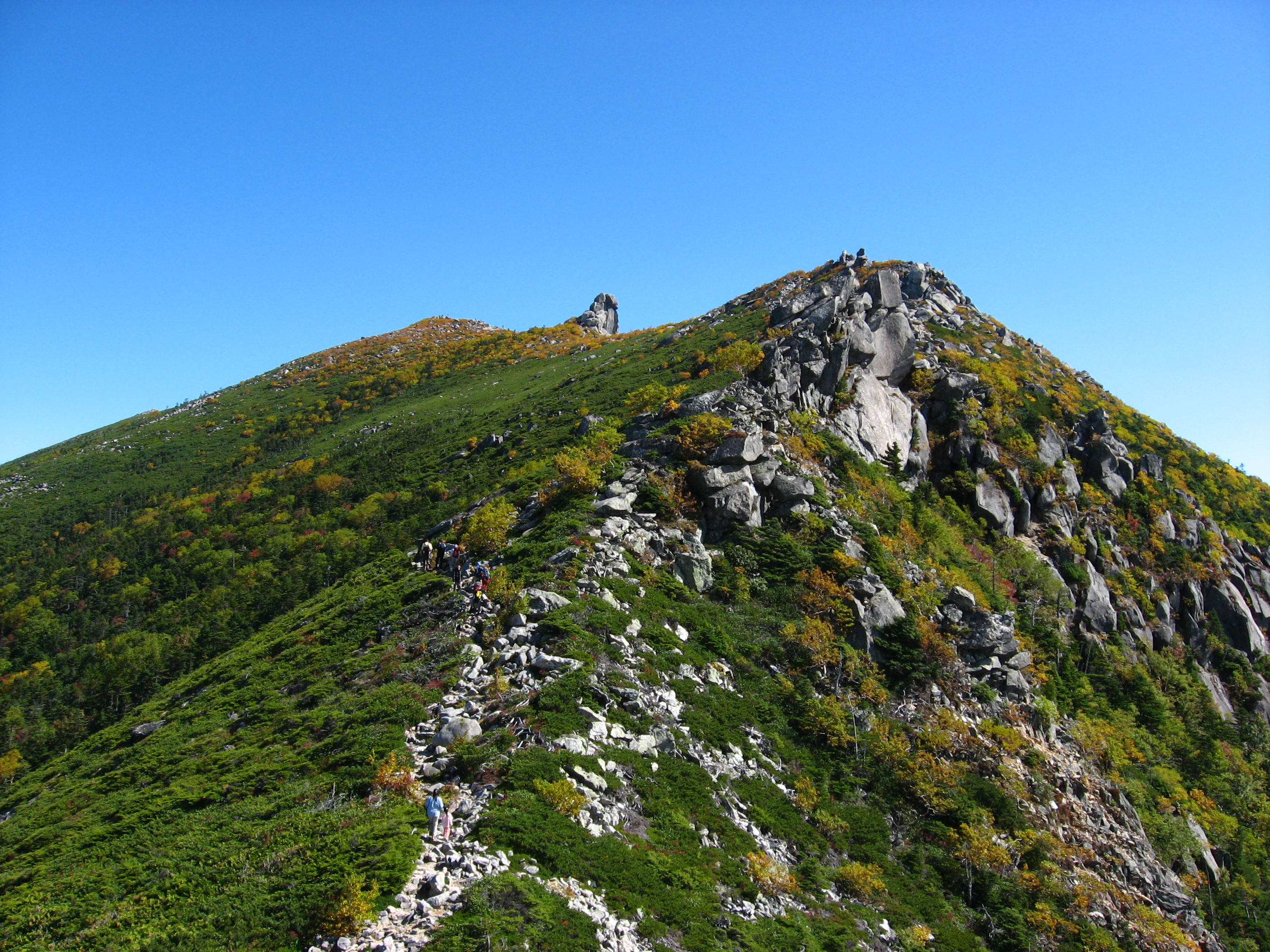
東面する理由となった金峰山

平田家は武田信玄の家臣である山田但馬守の末裔と伝えられる。江戸時代には巨摩郡（現・北杜市）松向本村の名主を仁科家と交替で務めた家柄である。寛政10年（1798年）までは下男・下女を置いていた豪農であった。
もともと平田家は本村地蔵堂の前に屋敷を構えていたが、現在の地に水利の便があるため移住している。平田家が移住したのは寛文6年（1666年）以前とみられる。代々、平田家の当主は平田長左衛門を襲名した。

### 建築と改造
文献資料などがないため正確な建築年代は定かでないが、構造手法などから17世紀後半に主屋が建てられたと推定されている。松向村では初となる石場建ての農家であり、近隣から見物に訪れる者もいた。平田家の屋敷は約1反の敷地にあり、西側に小高い山がある。主屋の西側には土蔵が、北側には納屋などがある。古くから東方の金峰山を信仰していたため、主屋は東面している。
建築後には何度かの改造が行われ、土間を縮小して居室部を拡張するなどしている。最初の改造は18世紀初頭頃である。文化・文政期（1804年 - 1830年）頃には最も大掛かりな改造が行われ、間取りの大幅な変更、馬屋の作り直しなどが行われた。幕末頃、1887年（明治20年）頃、1949年（昭和24年）頃にも改造を行い、1965年（昭和40年）頃には敷地内の隣接地に新居を建てたことで、それまでの主屋は物置となった。

### 移築復原
1988年（昭和63年）に山梨県指定文化財に指定され、1989年（平成元年）2月に所有者から小淵沢町に寄贈された。1989年（平成元年）9月2日に国の重要文化財に指定されると、1989年（平成元年）10月からふるさと創生事業の一環として、移築復元事業が開始された。解体工事に着手するとともに発掘調査も行われている。1990年（平成2年）3月までの解体・格納工事を経て、1992年（平成4年）12月28日に落成式が行われた。発掘調査により創建から4、5回の改造があったことが分かったが、創建当時の間取りで復原された。

## 建築

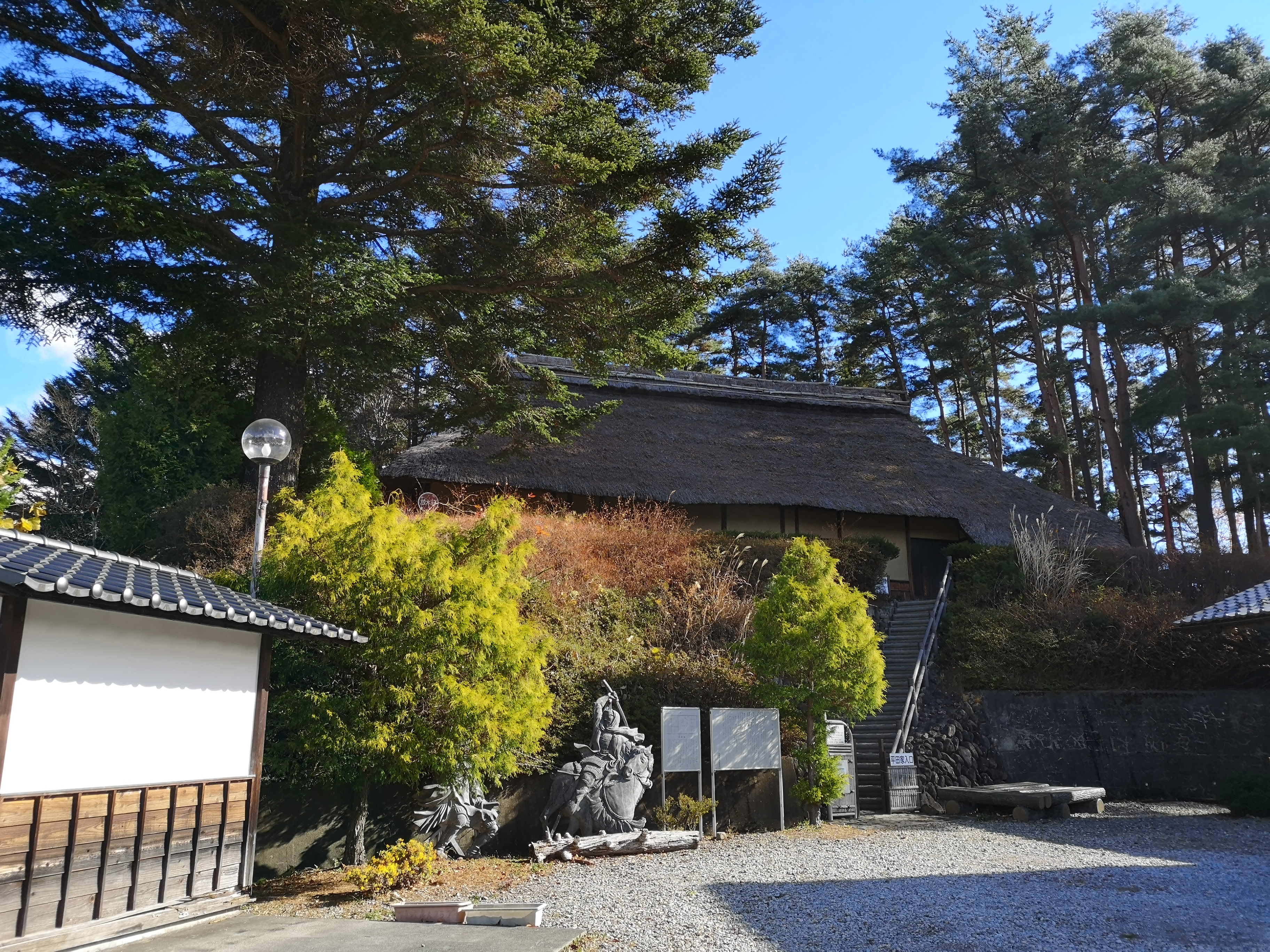
入口側

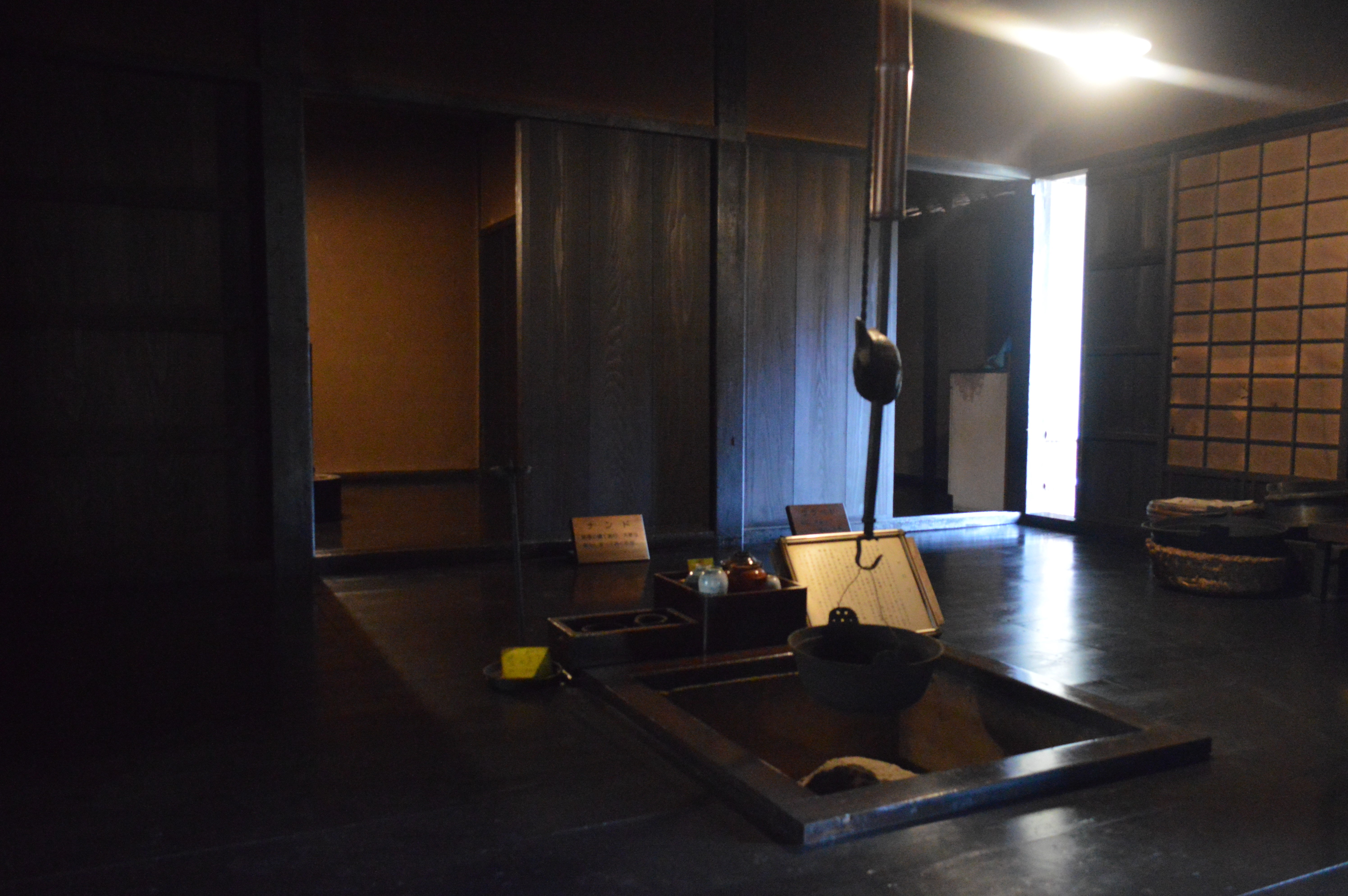
居室部のイドコ

### 建築年代
棟札がないため建築年代は不明である。しかし、平田家は寛永3年（1626年）の古文書を有していること、寛文6年（1666年）に松向村惣百姓が出した手形に「名主 長左衛門」とあること、また同年の検地帳によると村では抜きんでた土地持ち百姓であること、『北巨摩郡誌』（大正4年刊）は、当家の戦国末の祖先を山田但馬守と記し、武田信玄の感状を載せていることなどから、山梨県下で建築年代が知られる18世紀の3棟の民家と比較して、平田家を17世紀後半と推定することは、平田家の家柄から見て無理がないとされる。

### 建築の特徴

平田家住宅の民具
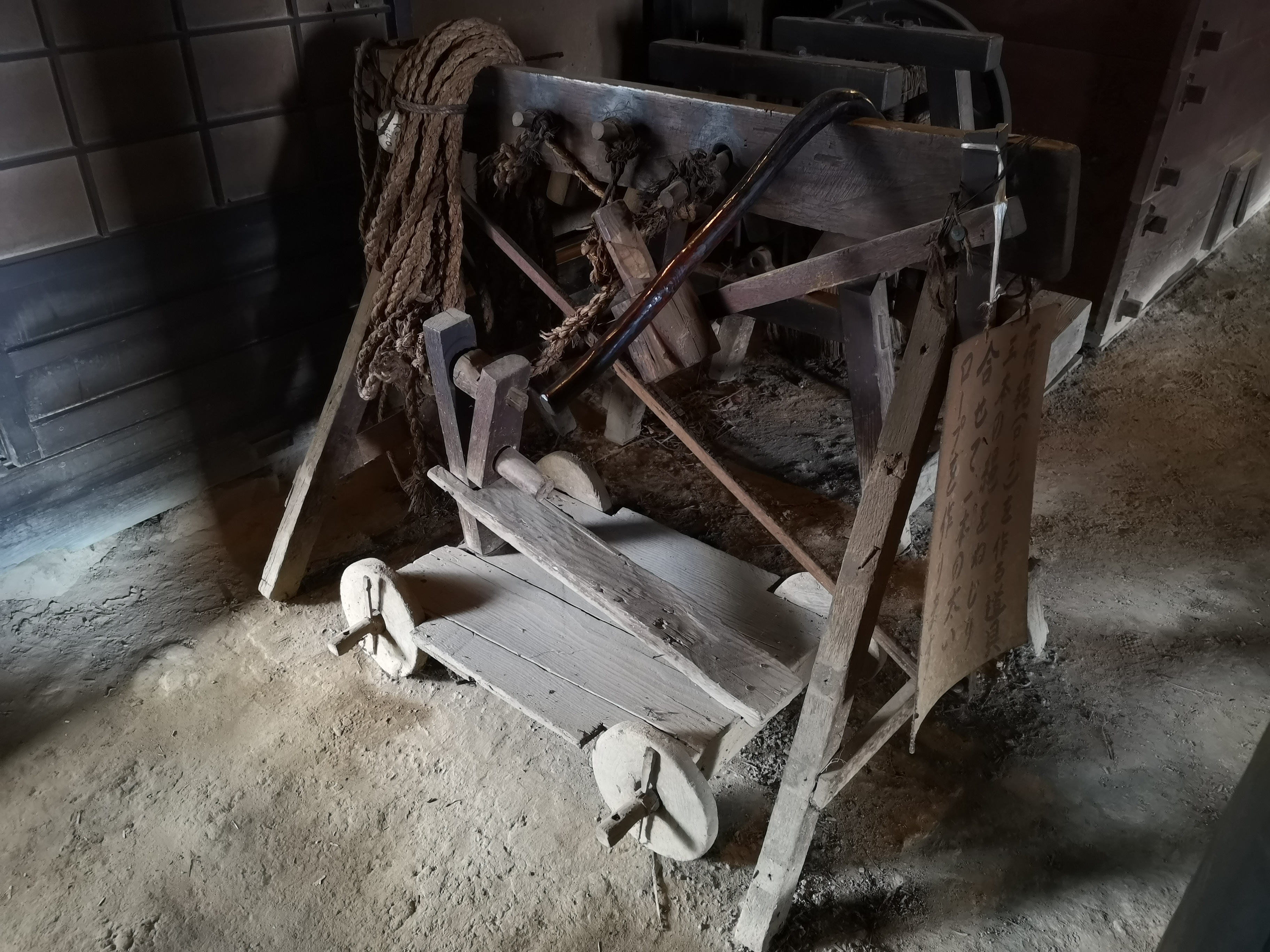
荷縄作り機
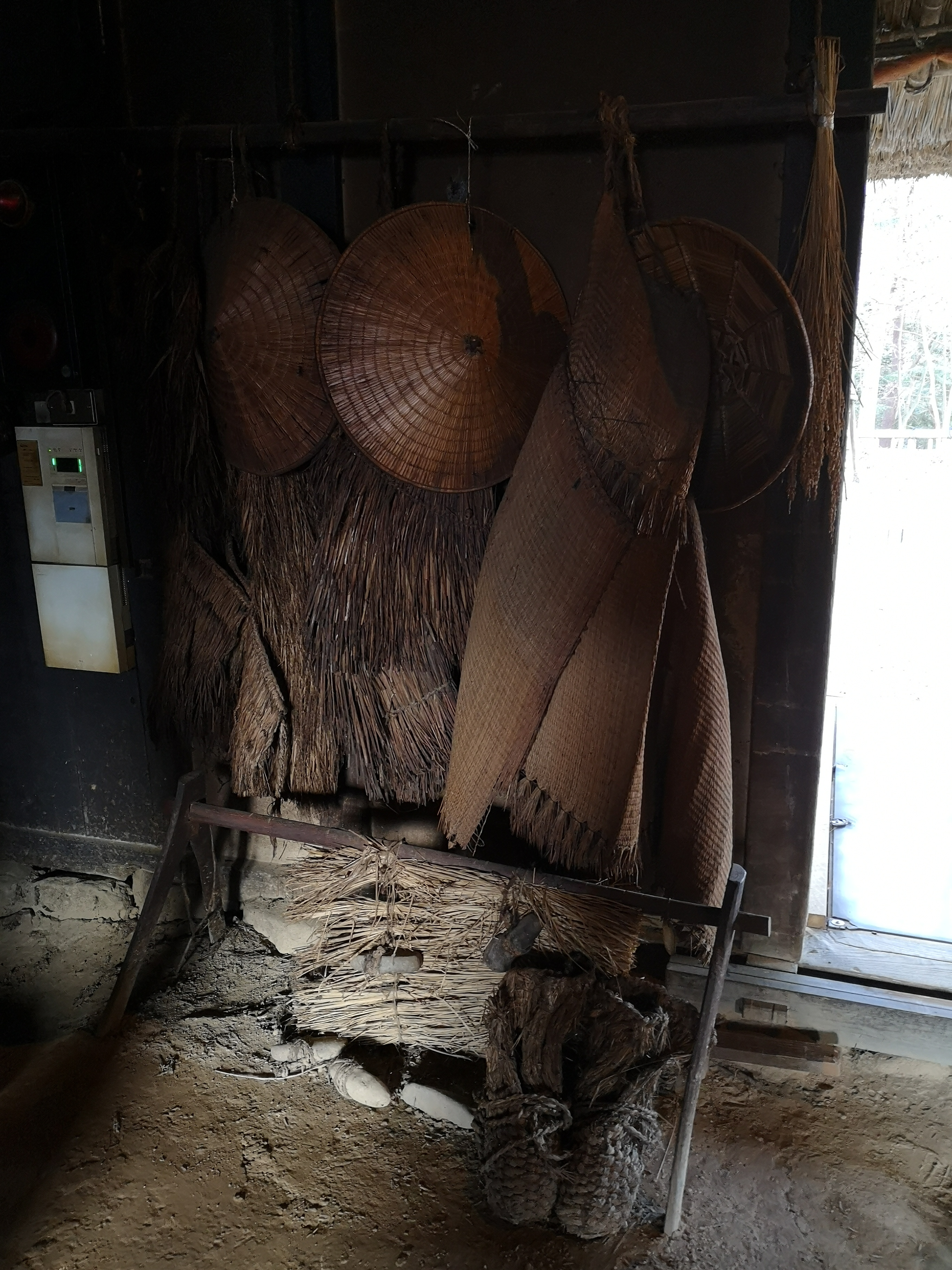
蓑笠
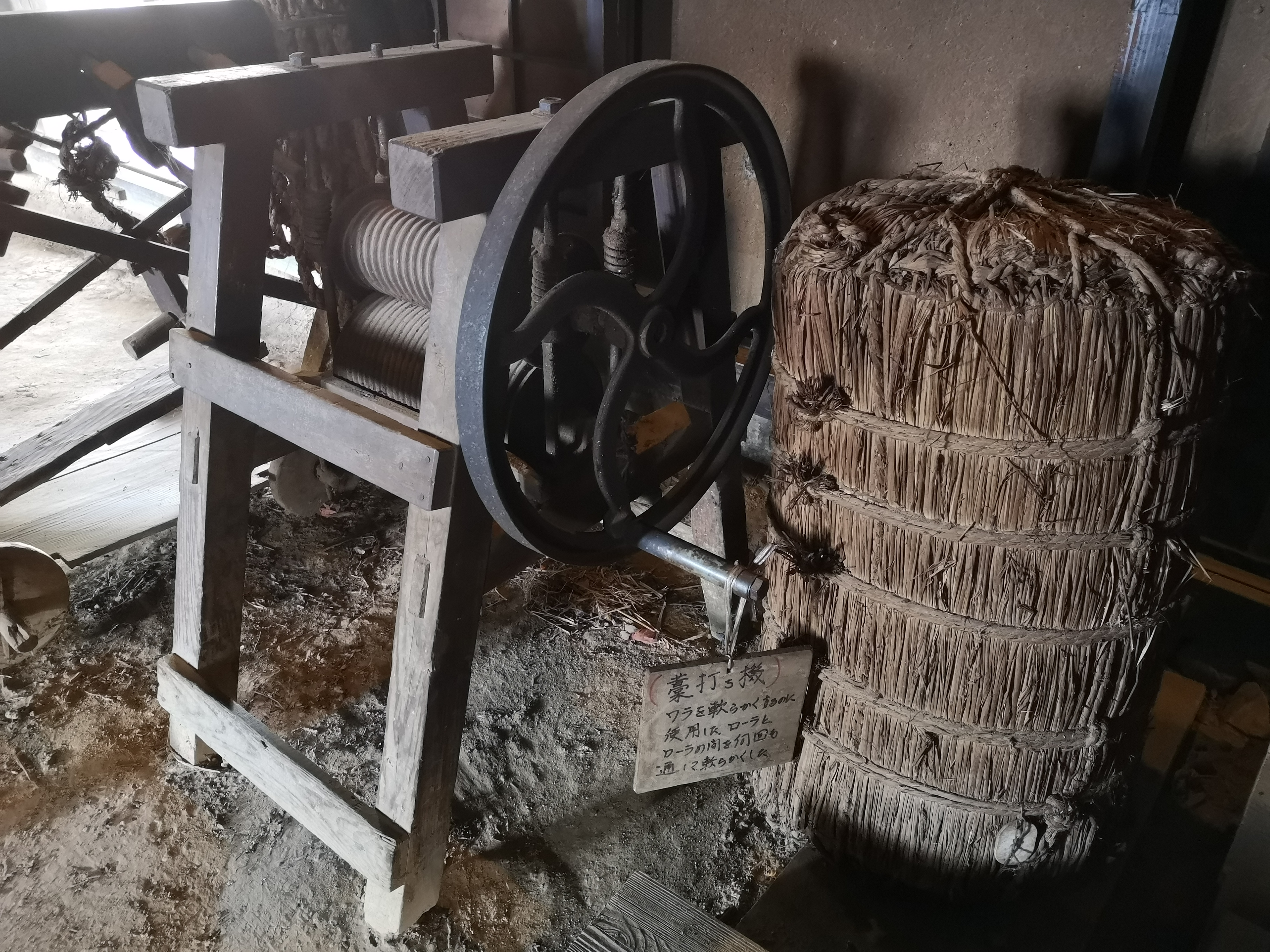
藁打ち機
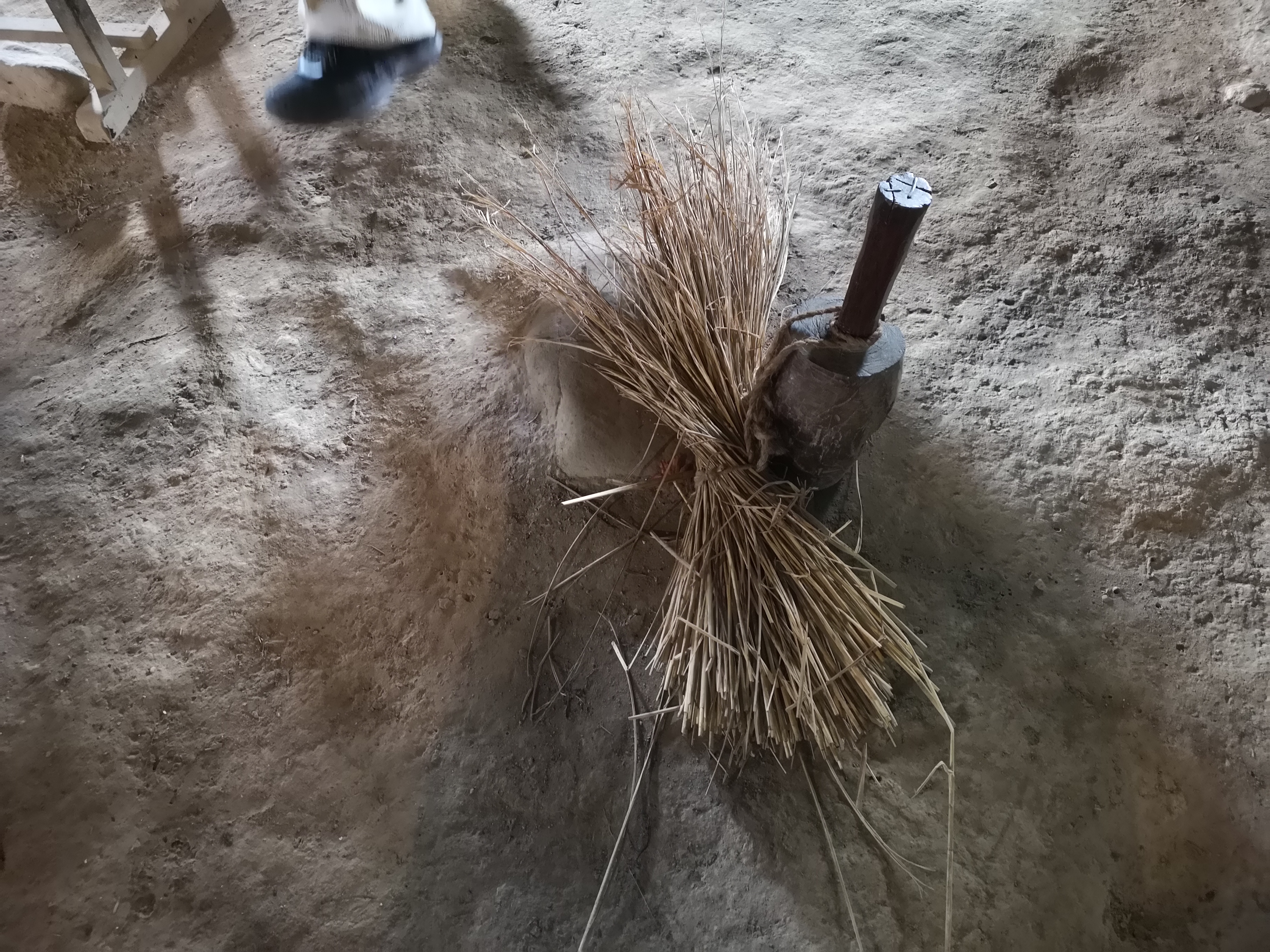
藁打ち作業

以下の理由から古民家としての資料的価値が高いとされる。
1. 軒先が低く葦が下ろしてある。
2. 柱が一間ごとに立つ。
3. 土間周りの柱にクリ材が使われ、手斧仕上げになっている。
4. 開口部が少なく閉鎖的。
5. 梁断面が大きく、土間部分は比較的に低い位置にかかっている。
6. 小屋貫断面が比較的小さい。

以下の建築の特徴がある。
- 1. 屋根は、小屋貫の断面が比較的小さく、茅葺、入母屋造。北杜の茅葺屋根の特徴として、カヤが豊富に手に入りやすかったこともあり、部屋の温度を保つために茅の厚さが重厚になっている。
- 2. 土間部が全体の約6割を占める。土間の左半分を作業空間（地炉とクド〈かまど〉）とし、右半分をウマヤと通り土間としている。
- 3. 開口部（窓や入口）が少なく、かなり閉鎖的。軒先が低くカヤが下ろしてある。
- 4. 柱は1間ごとに立ち、土間周りの柱にはクリ材が使われ、手斧（ちょうな）仕上げ。クリは防水性、防汚性、防蟻性に優れていて、馬がいる土間には最適である。人間の空間では鉋仕上げだが、馬の空間なので手斧仕上げになっている。
- 5. 石据の民家である。軸部は座敷柱を礎石上に立てている。
- 6. 間取りは田の字状に配している。
- 7. 立地：東向きに立つ。東向きが正面であるのは、古くから東方の金峯山を信仰していたため。

間口は約20m、梁間は約11 mである。居室部としてカミザシキ、シモザシキ、イドコ、ナンド、ウラベヤがあり、その他に土間、通り土間、馬屋（ウマヤ）がある。
入母屋造であるが、煙出しが小さく寄棟造に近いとされる。軒は地上から約2 mまで低く葺き下ろされているが、かつてはさらに低かったとされる。茅に害虫が付くことを防ぐために、土間の囲炉裏では絶えず火が燃やされている。

平田家住宅の部位
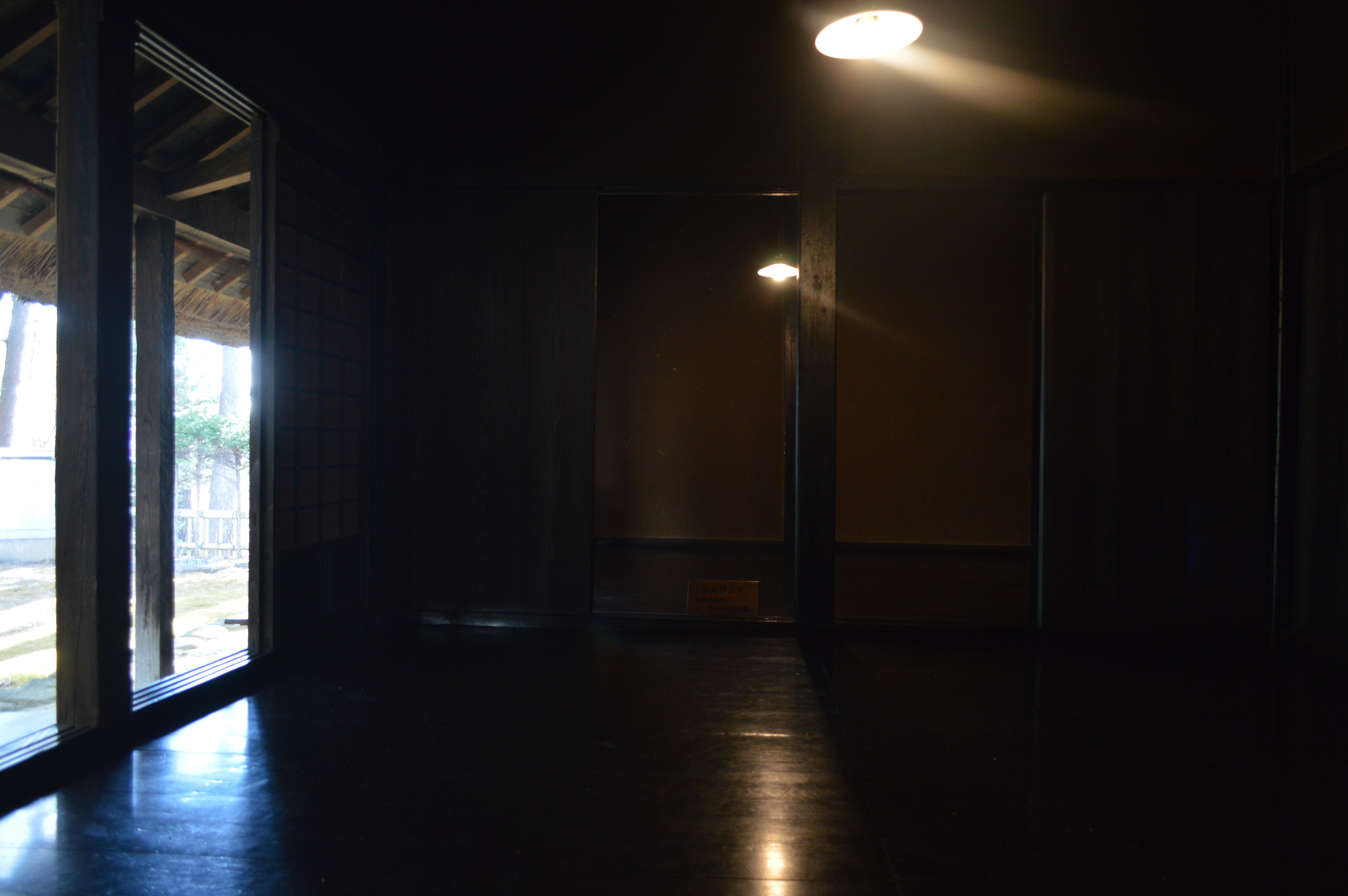
シモザシキ
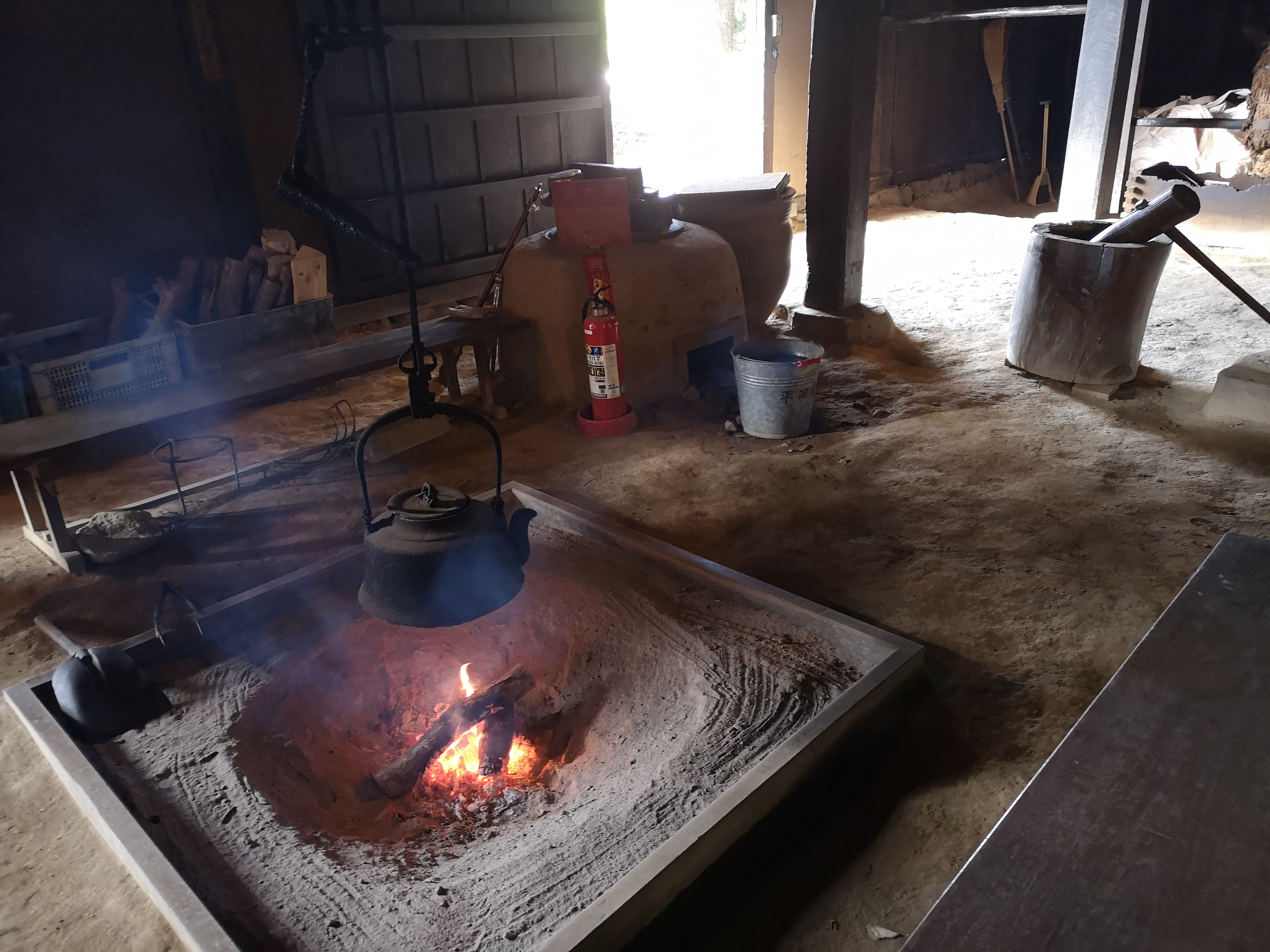
イロリ
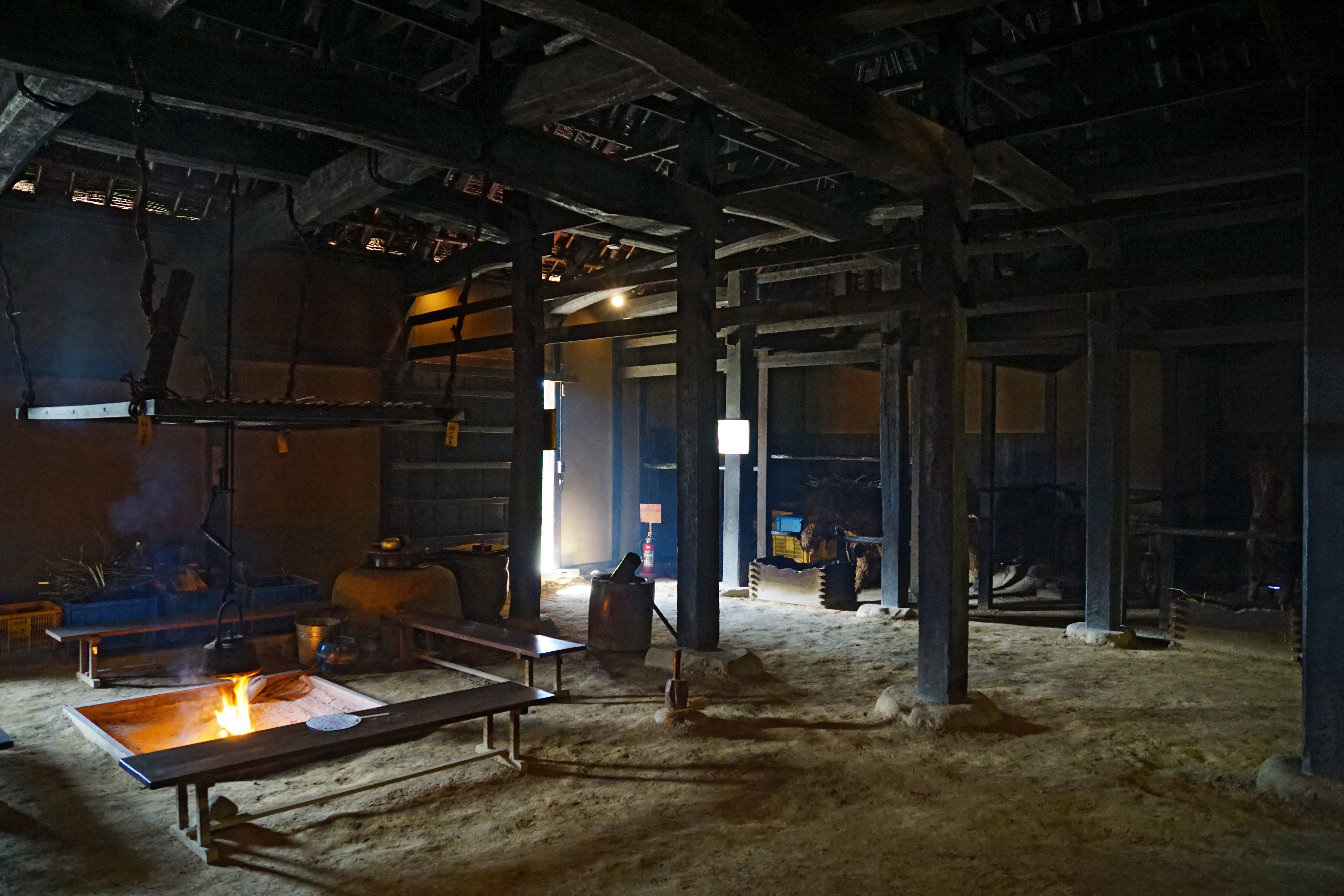
土間・馬屋

- 平田家住宅の民具
- 荷縄作り機
- 蓑笠
- 藁打ち機
- 藁打ち作業

## 利用案内
- 所在地 : 408-0044 山梨県北杜市小淵沢町7761-4
- 利用時間 : 9:00 - 17:00 （入館は16:30まで）
- 入館料 : 一般210円、小中学生100円
- 休館日 : 火曜日・水曜日、休日の翌日、12月28日から翌年1月4日